# Hithadhoo (Adduatollen)
Hithadhoo är en ö i Maldiverna. Den ligger i den södra delen av landet, 500 km söder om huvudstaden Malé.
Tropiskt regnskogsklimat råder i trakten. Årsmedeltemperaturen i trakten är 25 °C. Den varmaste månaden är april, då medeltemperaturen är 27 °C, och den kallaste är juli, med 26 °C. Genomsnittlig årsnederbörd är 2 815 millimeter. Den regnigaste månaden är december, med i genomsnitt 391 mm nederbörd, och den torraste är juni, med 103 mm nederbörd.